# Fernando Fusco
Fernando Fusco (Ventimiglia, Imperia, Italia, 1 de agosto de 1929 - Città di Castello, Perusa, Italia, 10 de agosto de 2015) fue un dibujante de historietas y pintor italiano, muy activo en su país y en Francia. Firmó algunas obras con el seudónimo Rifer.

## Biografía

### En Francia
Debutó como historietista en 1949, a los 19 años de edad, con algunos episodios del cómic de aventuras Jeff Cooper. En 1957 se mudó a Francia, donde se quedó hasta 1970. En el país galo realizó la historieta de ciencia ficción Scott Darnal para Éditions Mondiales, Cendrine y Esperanza para Éditions de Montsouris, varias historias destinadas a periódicos nacionales para la agencia Mondial Press, las versiones en historieta de series de televisión como Bonanza o Tarzan para Sagédition, y otras obras.
Además, trabajó para la Temple Art Agency inglesa, dibujando principalmente historias de revistas femeninas.

### En Italia
En 1970 regresó a su país de origen para colaborar con la revista L'Intrepido de la Editorial Universo, ilustrando las historietas del Oeste Lone Wolf e I due dell'Apocalisse, con textos de Luigi Grecchi.
Tres años después entró a formar parte del equipo de dibujantes del wéstern Tex de la Editorial Bonelli y desde entonces se dedicó exclusivamente a este personaje hasta 2010, cuando tomó la decisión de dedicarse a la pintura. Con 6.980 tablas realizadas es uno de los dibujantes más prolíficos de Tex, después de Ticci, Letteri y Galleppini.